# Parc naturel régional Périgord-Limousin

Logo

Le parc naturel régional Périgord-Limousin, est un parc naturel régional français situé à la périphérie Nord-Ouest du Massif central, dans les départements de la Dordogne et de la Haute-Vienne. Il est créé le 9 mars 1998.

## Géographie

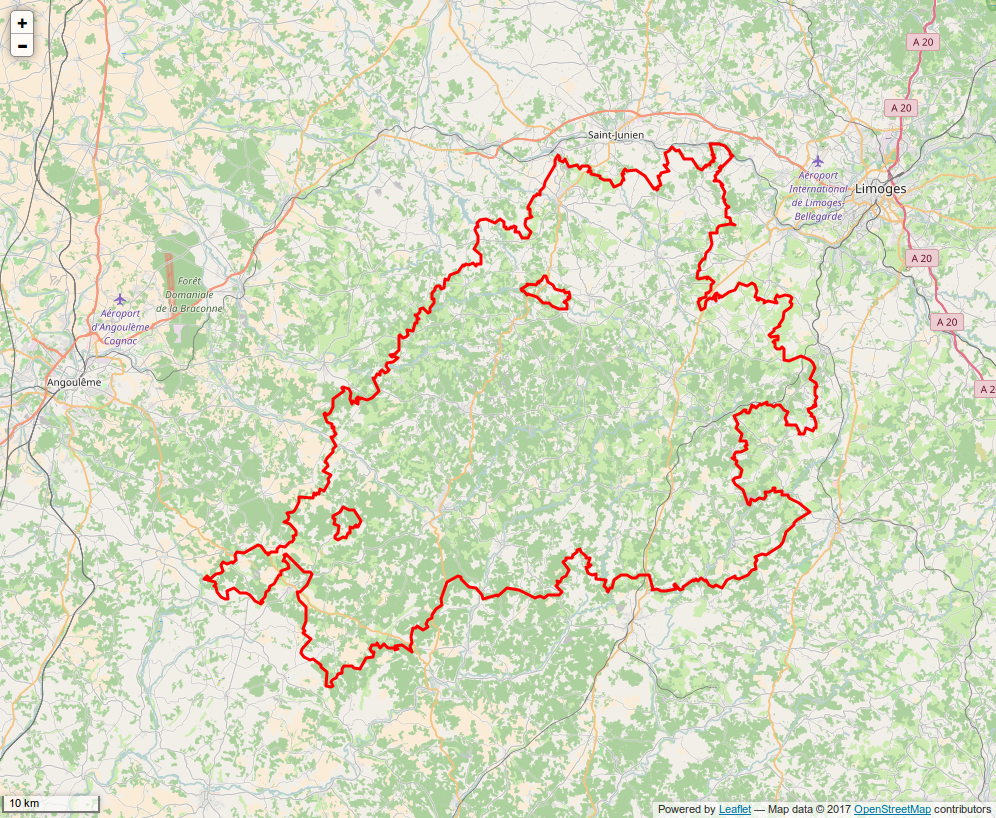
Périmètre du PNR.

Situé dans le triangle entre Angoulême à l'ouest (mais le parc ne fait que border la limite du département de la Charente sans y empiéter), Limoges au nord-est et Périgueux au sud, le parc est à cheval sur deux départements, deux régions naturelles : la Haute-Vienne au nord dans le Limousin et la Dordogne au sud, correspondant approximativement à la région naturelle du Périgord. Le parc est situé dans la région administrative Nouvelle-Aquitaine.
Le parc a une surface de 1 858 km2, avec des altitudes allant de 85 m à 557 m au sommet de Courbefy, sur la commune de Bussière-Galant en Haute-Vienne.

### Territoire administratif
Prévu dès les années 1980, il était initialement nommé parc Bandiat-Tardoire dans le projet, en référence à deux des principales rivières le traversant,,.
Il est, à sa création, le premier parc régional du territoire limousin et s'étend sur cinq cantons de la Dordogne (cantons de Bussière-Badil, Jumilhac-le-Grand, Mareuil (sauf la commune des Graulges), Nontron et Saint-Pardoux-la-Rivière) ;
et cinq cantons de la Haute-Vienne (cantons de Châlus, Oradour-sur-Vayres, Rochechouart, Saint-Laurent-sur-Gorre et Saint-Mathieu).

#### Composition communale
La charte renouvelée du parc, validée le 24 août 2011, intègre trois nouvelles communes : La Chapelle-Montmoreau en Dordogne, Rilhac-Lastours et Saint-Hilaire-les-Places en Haute-Vienne. À l'inverse, trois communes n'y figurent plus : Connezac et Mareuil en Dordogne vers la pointe sud-ouest du parc, et Saint-Bazile en Haute-Vienne.
18 communes de Charente (chiffre ramené à 10 en 2009) avaient initialement été pressenties pour intégrer le Parc, le Conseil régional de Poitou-Charentes s'y étant déclaré favorable en 2007, mais le périmètre n'est finalement pas étendu à cette nouvelle région. En 2022, le périmètre d'étude relatif à la charte du parc pour la période 2026-2041 intègre à nouveau plusieurs communes de Charente.
Il compte un total de 78 communes. dont 29 communes de Haute-Vienne pour 79 030 hectares (790,3 km2) et 49 communes de Dordogne pour 106 655 hectares (1 066,55 km2).
Les six « villes-portes » du parc sont Aixe-sur-Vienne, Brantôme, Nexon, Saint-Junien, Saint-Yrieix-la-Perche et Thiviers. Le parc possède également un territoire associé dans le département limitrophe de la Charente : les lacs de Haute-Charente : le lac de Lavaud (à la limite de la Charente et la Haute-Vienne) et celui du Mas-Chaban.
Le centre administratif du parc est à la Barde à La Coquille.

### Population
L'un des dénominateurs communs à la grande diversité d'éléments du parc est l'appartenance à l'aire culturelle occitane de dialecte limousin.
Le territoire, très rural, inclut 11 bourgs-centres de petite taille qui rassemblent environ 26 000 habitants. La moitié des 51 509 habitants (en 2009) du parc vivent dans des bourgs de moins de 800 habitants. Ce total représente 405 habitants de plus qu'en 1999 ; mais les nouveaux arrivants sont surtout des retraités et des étrangers, et la partie centrale du parc (La Coquille, Piégut-Pluviers, Saint-Saud-Lacoussière...) continue à perdre des habitants.

### Géologie et relief
À l’est, en limite du Massif central, le sol est caractérisé par des roches cristallines (granites, gneiss, schistes). Le sud du parc est dominé par les sols calcaires du Bassin aquitain, avec de nombreuses grottes dont Teyjat et Villars.
À Rochechouart se trouvent des minerais spécifiques qui témoignent de l’impact d’une météorite, l'astroblème de Rochechouart-Chassenon.

### Climat
Le climat est tempéré océanique avec de grandes différences locales : influence continentale dans le nord-est, océanique dans le sud-ouest, par endroits sub-méditerranéenne sur certains coteaux.

### Paysages et biotopes

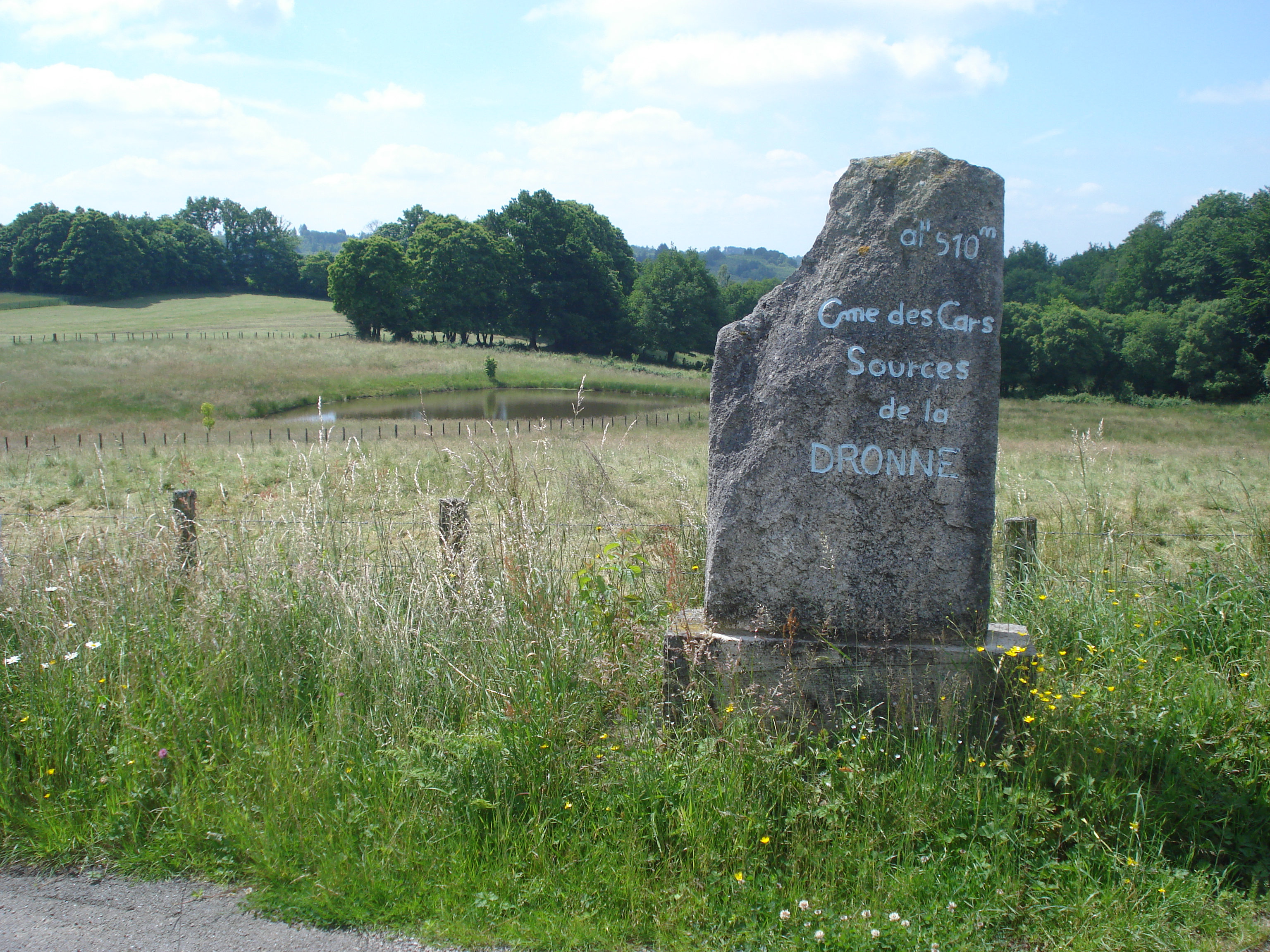
Source de la Dronne

Le parc naturel régional Périgord-Limousin est caractérisé par sa diversité relative de paysages soumis à l'influence océanique. Il abrite des milieux agricoles et boisés articulés de part et d'autre des premiers contreforts occidentaux du Massif central, s'étageant entre 100  et   500 mètres d'altitude.
Le parc est caractérisé par les landes à bruyère et notamment de bruyère ciliée, un enjeu majeur dans le projet de réserve naturelle régionale du réseau des landes thermo-atlantiques du PNR Périgord-Limousin. Ces landes comportent 10 habitats d’Intérêt Communautaire dont la lande à bruyère ciliée, habitat prioritaire. Elles abritent 5 espèces végétales protégées et une sur la liste rouge de l'UICN, 22 espèces de vertébrés protégées et onze sur la liste rouge de l'UICN, et une espèce d'invertébré protégées plus deux sur la liste rouge de l'UICN. Elles font l'objet de deux ZNIEFF de type 2, la « lande des Tuileries de Forgeas » et la « lande des Jarosses »,. On trouve aussi sur les calcaires du sud autour de Mareuil des landes et pelouses sèches (entre autres dans les vallées de la Nizonne et de son affluent la Belle qui passe à Mareuil).
Le long des cours d’eau, des prairies humides et autres zones humides remarquables sont classées en réservoirs biologiques. En Dordogne se mêlent des milieux très humides (bords de rivières) et très secs (pelouses et plateaux calcaires), favorisant une exceptionnelle diversité de paysages, d'animaux et de plantes.
Les forêts du parc sont pour moitié des châtaigneraies, son arbre emblématique, complétées en majorité par des chênaies.

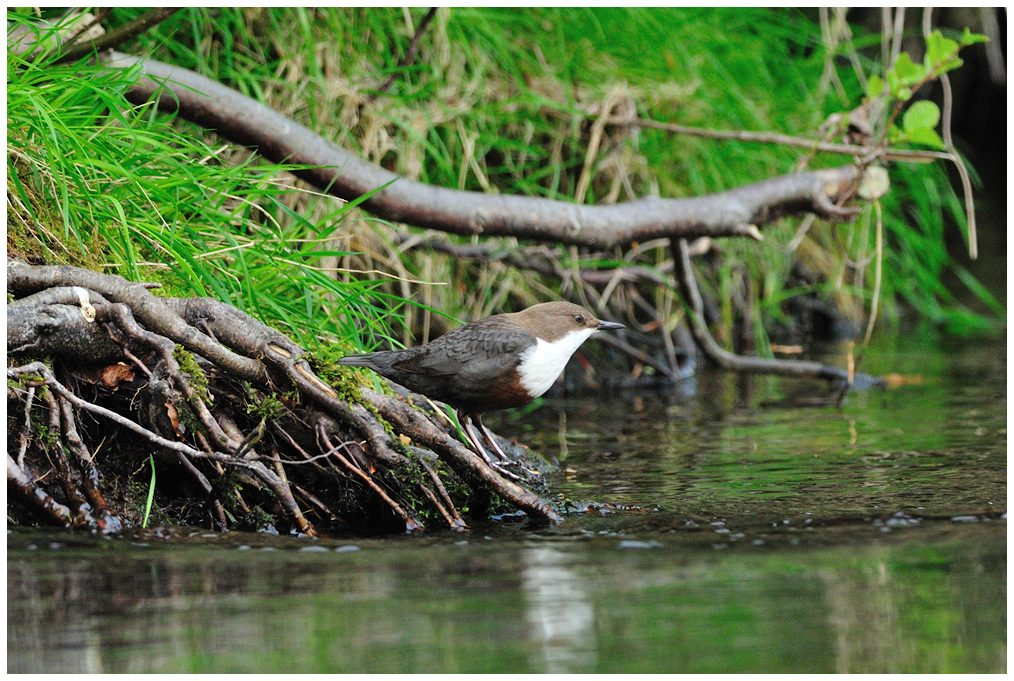
Cincle plongeur
(Cinclus cinclus) à La Malène, Lozère

Au sud-est du parc, les plateaux vers Jumilhac et la vallée de l’Isle abritent le cingle plongeur (Cinclus cinclus).
Enfin, on ne peut manquer le bocage sur les vallons granitiques du Limousin au nord.

### Hydrographie
Les rivières traversant le parc appartiennent à trois bassins hydrographiques : 
- Charente : la Charente (source), le Bandiat, la Tardoire ;
- Dordogne : la Côle, la Dronne, la Nizonne, l’Isle, qui est la seule rivière à traverser le parc sans y avoir sa source ;
- Loire : la Vienne et ses affluents, l'Arthonnet, la Gorre, la Graine.

On y trouve de nombreux étangs et mares en sus des cours d'eau.

### Faune et flore
Le territoire est riche en animaux et plantes, parfois rares et protégés. L'inventaire national du patrimoine naturel a établi une liste de 1 103 espèces présentes dans le parc.

#### Faune
On compte : 
- au moins 40 espèces de mammifères : genette, lérot, loutre d'Europe, vison d'Europe, fouine, hérisson, chevreuil, cerf, sanglier, renard, blaireau, martre, écureuil…
  - dont 12 espèces de chauves-souris : pipistrelle, oreillard, petit rhinolophe, murin à moustaches, grand rhinolophe, barbastelle…
- 110 espèces d’oiseaux, parmi lesquelles : chouette effraie, chouette chevêche, milan noir, faucon crécerelle, hirondelle, choucas, rouge-queue noir, rouge-gorge, huppe fasciée, bondrée apivore, buse variable, pic épeiche, rossignol, perdrix, poule d’eau, coucou gris, pie-grièche, pic noir, martin-pêcheur, busard Saint-Martin, engoulevent d’Europe… En outre, les grues cendrées survolent le territoire lors des deux migrations annuelles.
- 12 espèces de reptiles : lézard des murailles, lézard vert, couleuvre à collier, vipère aspic…
- 12 espèces d’amphibiens : grenouille rousse, grenouille agile, salamandre, triton marbré, crapaud, rainette verte…
- des poissons : chabot, truite fario, vairon, lamproie de Planer…
- de nombreux invertébrés : géotrupe ou bousier, libellules et papillons, criquets, sauterelles, grillons, lucane cerf-volant, moule perlière d'eau douce,  écrevisse à pattes blanches…

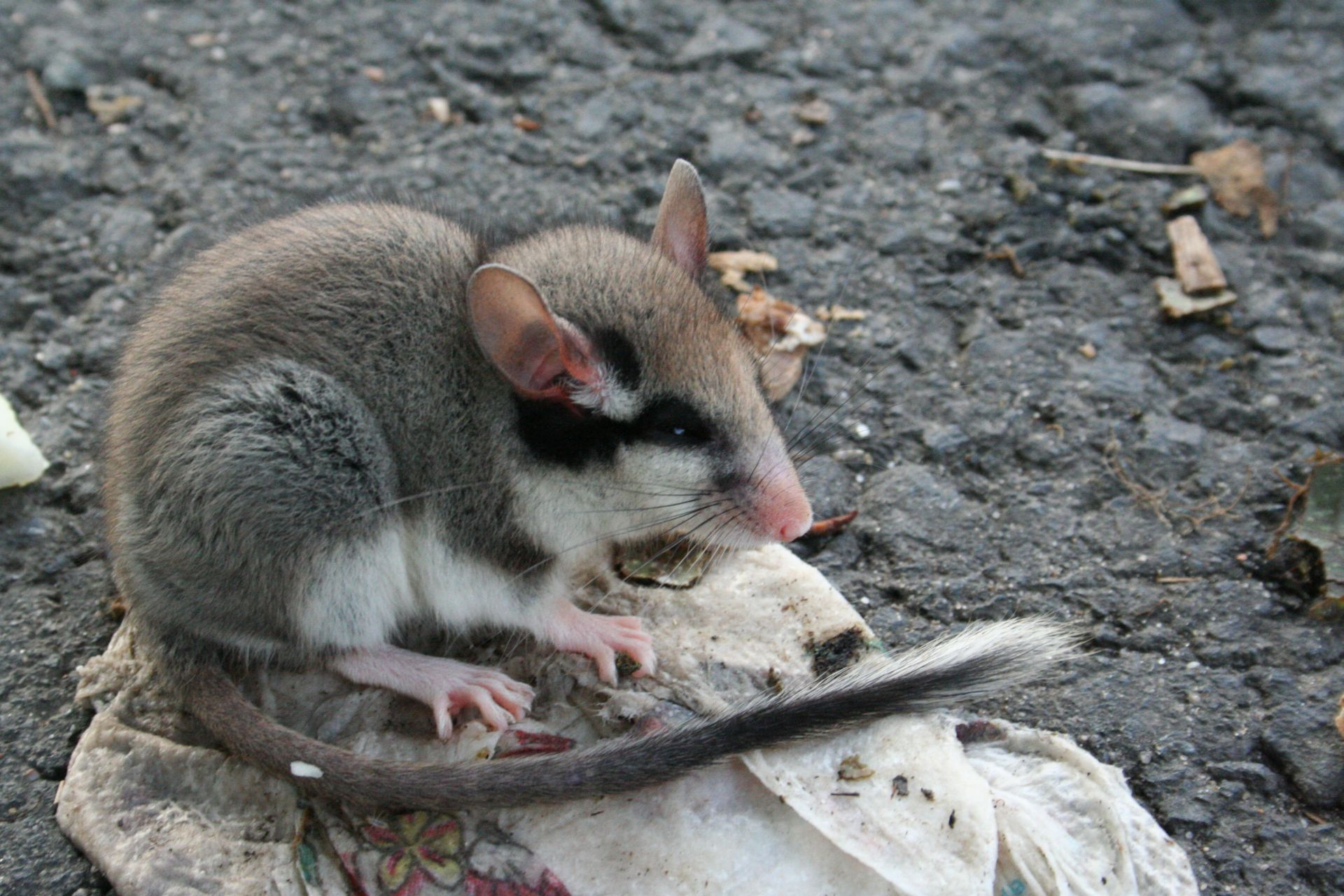
Lérot
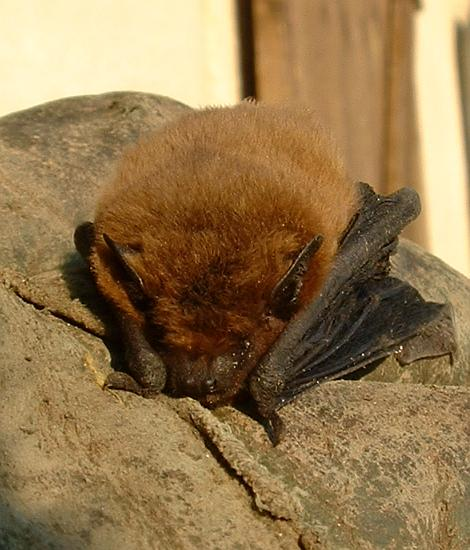
Pipistrelle
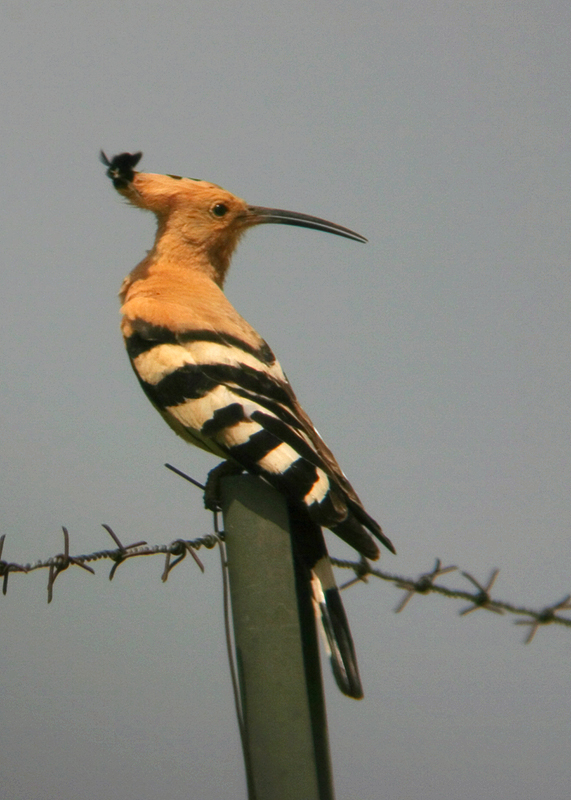
Huppe fasciée
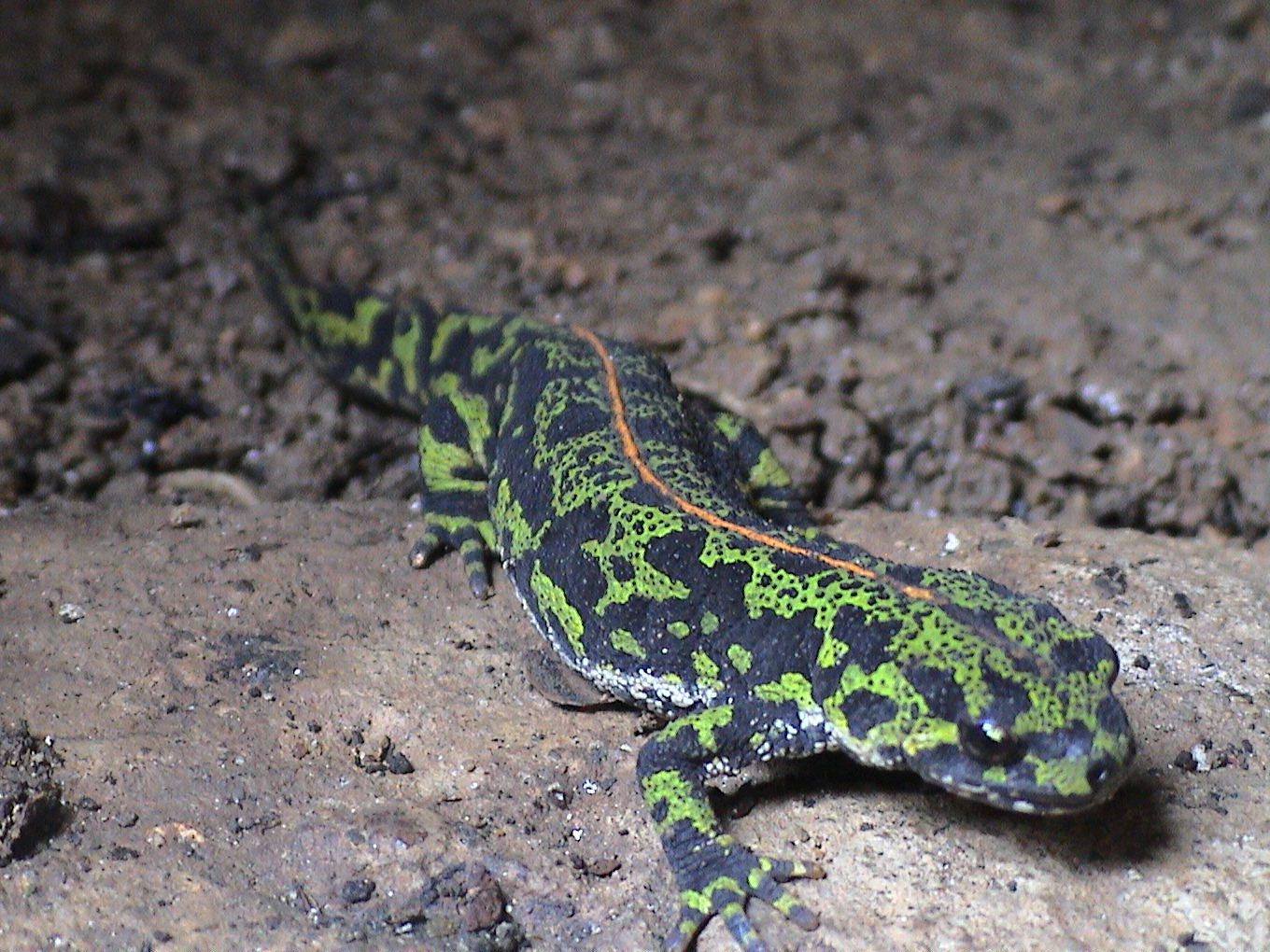
Triton marbré dans le parc

#### Flore

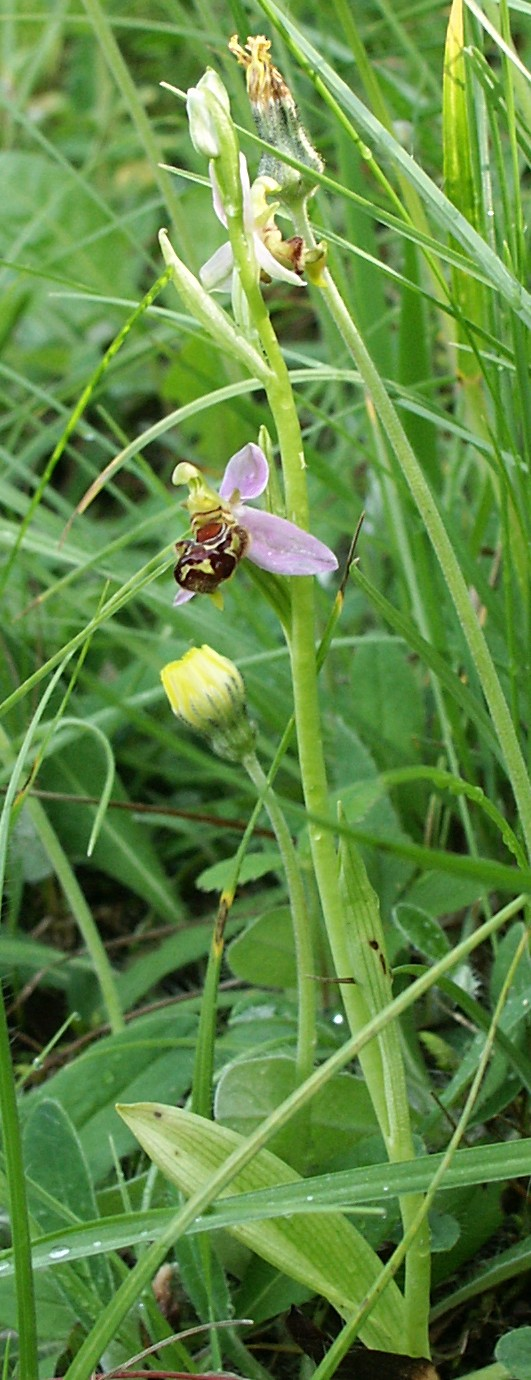
Orchidée : l'ophrys abeille.

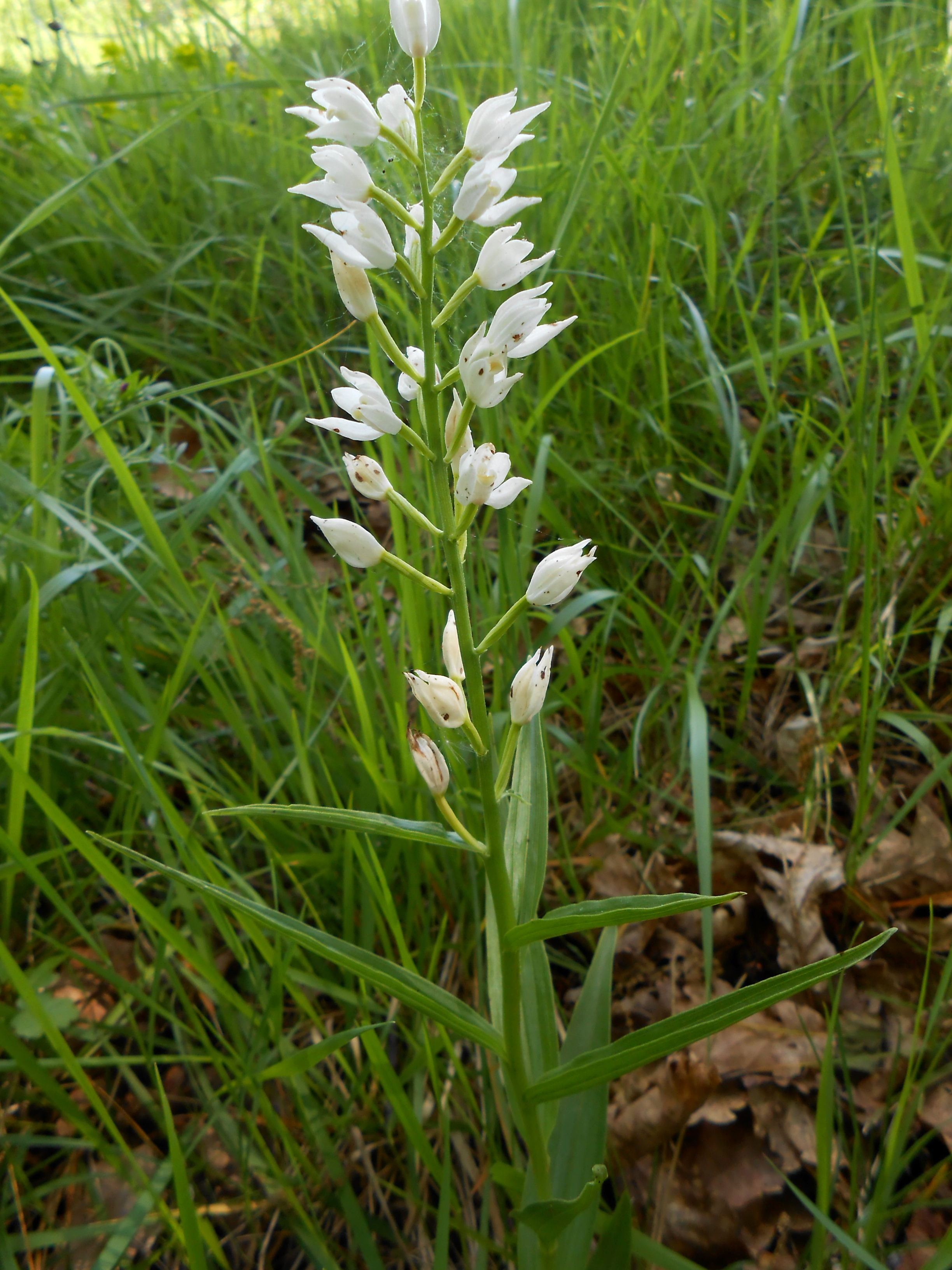
Céphalanthère à feuilles étroites (famille des orchidées).

L'énumération des plantes ne donne qu'un petit aperçu de la grande variété de celles que l'on peut découvrir dans les biotopes du parc :
benoîte, chélidoine ou herbe aux verrues, bouillon blanc, coquelicot, bleuet, menthes, rossolis à feuilles rondes (plante carnivore), gentiane des marais, chèvrefeuille, jacinthe des bois, sceau de Salomon, prêle…
Beaucoup de champignons, dont les très appréciés cèpes, truffes, rosés des prés et trompettes de la mort.
Plus de trente espèces d’orchidées ont été dénombrées jusqu'à présent, telles que orchis à fleurs lâches, orchis tacheté, orchis grenouille, orchis punaise, ophrys abeille, ophrys mouche. En ce qui concerne les arbres et arbustes, pommier, noyer, châtaignier, chêne, frêne, robinier faux-acacia, noisetier, prunellier, néflier, sureau, constituent le panel d'espèces caractéristique du territoire du Parc.

## Protections

### Espaces protégés Natura 2000
La « zone de transition de la réserve de biosphère du bassin de la Dordogne » (188 025,62 km²) couvre à peu près la surface du parc.
- Le réseau hydrographique de la Haute Dronne[24] qui s'étend sur les communes Champs-Romain, Firbeix, Mialet, Milhac-de-Nontron, Saint-Pardoux-la-Rivière, Saint-Pierre-de-Frugie, Saint-Saud-Lacoussière.
- La Vallée de la Nizonne[25] de la source de la Nizonne jusqu'en Charente. Présence du vison d'Europe.
- Le plateau d'Argentine[26] des pelouses calcaires sur la commune La Rochebeaucourt-et-Argentine.
- L'étang de La Pouge[27] sur les communes de Saint-Auvent, Saint-Cyr et Saint-Laurent-sur-Gorre.

### ZNIEFF
- Vallée de la Gorre et du Gorret[28]

La zone est localisée juste à l'amont et à l'aval de la confluence des deux cours d'eau.

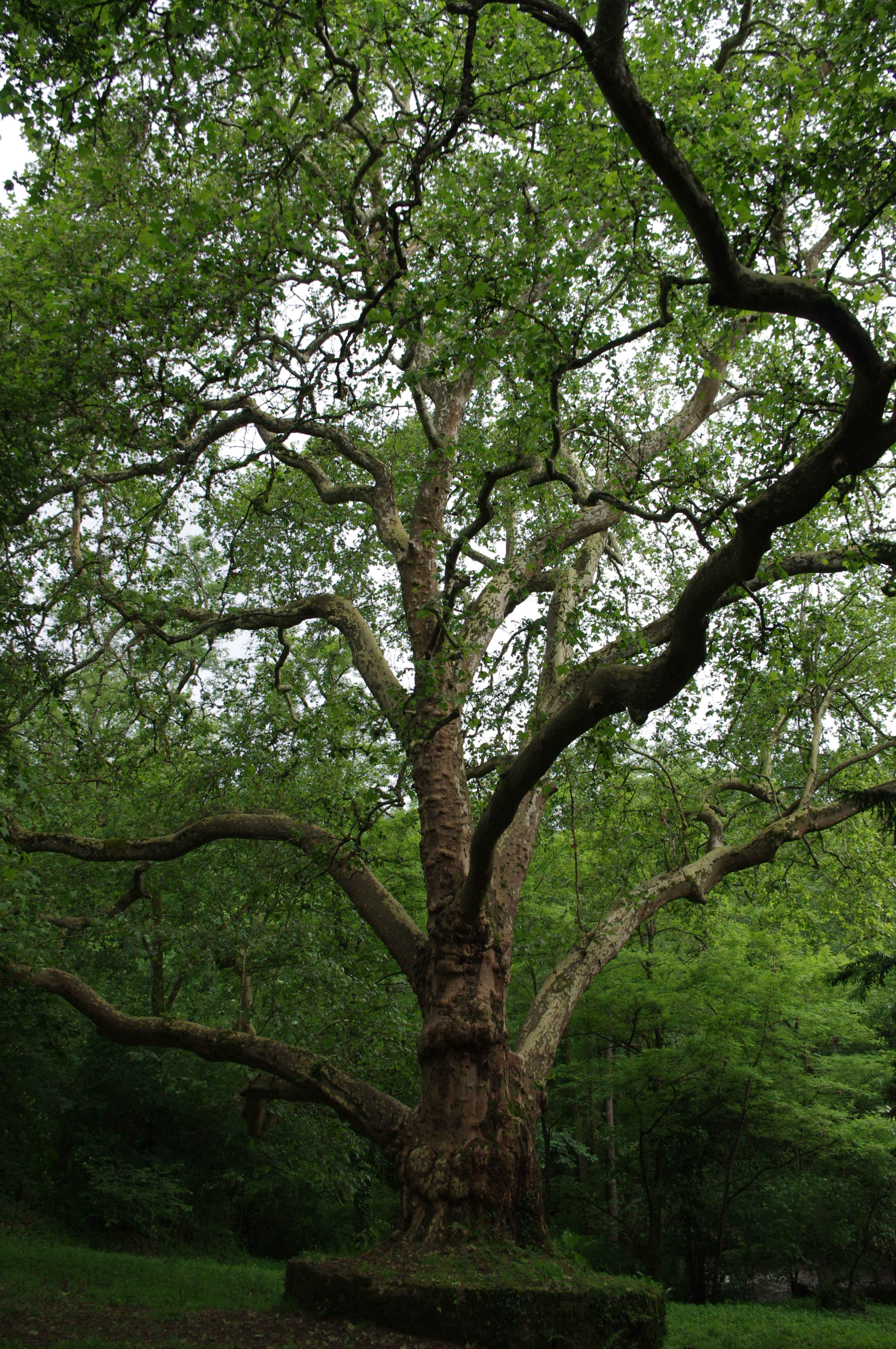
Vieux platane sur le site de Peyrassoulat.

- Vallée de la Tardoire (du moulin de Cros à Peyrassoulat)[29] sur les communes de Châlus, Champagnac-la-Rivière, Champsac, La Chapelle-Montbrandeix, Chéronnac,

Cussac, Maisonnais-sur-Tardoire, Marval, Oradour-sur-Vayres, Saint-Bazile, Saint-Mathieu, Les Salles-Lavauguyon. Cette zone de type 2 inclut plusieurs zones de type 1 :
- - l'étang de la Monnerie (vallée de la Tardoire) ;
  - la forêt et zone humide de Boubon ;
  - la lande de la Martinie (vallée de la Tardoire) ;
  - la lande de Forgeas (vallée de la Tardoire).

## Tourisme
Le 6 novembre 2013, le parc naturel régional Périgord-Limousin a reçu le certificat Charte européenne du tourisme durable (CETD). Le parc peut ainsi accompagner des entreprises dans une démarche d'économie durable.
Des stages d’orpaillage sont organisés au château de Jumilhac-le-Grand.

### Sites
- En Dordogne :

le château de Richemont, la ville de Nontron, le Saut du Chalard en limite des communes de Champs-Romain et de Saint-Saud-Lacoussière, le château de Jumilhac, la tour de Piégut, le château des Bernardières à Champeaux-et-la-Chapelle-Pommier, l'église de Bussière-Badil, l'abbaye Saint-Pierre de Brantôme.
- En Haute-Vienne :

le château de Montbrun, le château de Rochechouart, le château des Cars, le château de Brie à Champagnac-la-Rivière, les châteaux de Châlus, Châlus Chabrol et Châlus Maulmont, l'église des Salles-Lavauguyon, l'église de Flavignac (trésor), le plan d'eau de Bussière-Galant (vélo-rail du pays des Feuillardiers) ; et, en limite de Charente, le lac de Lavaud.

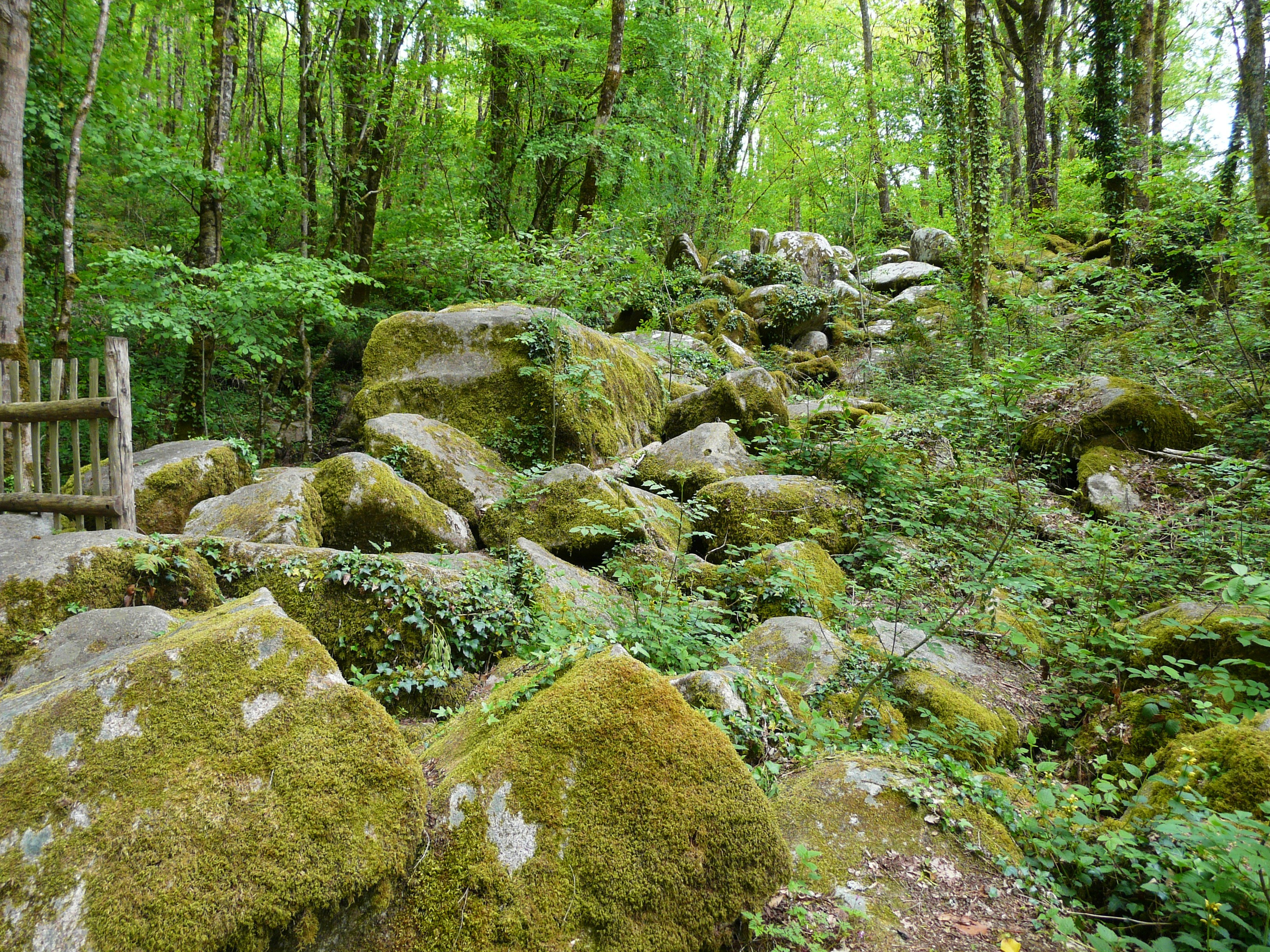
Le chapelet du diable à Saint-Estèphe
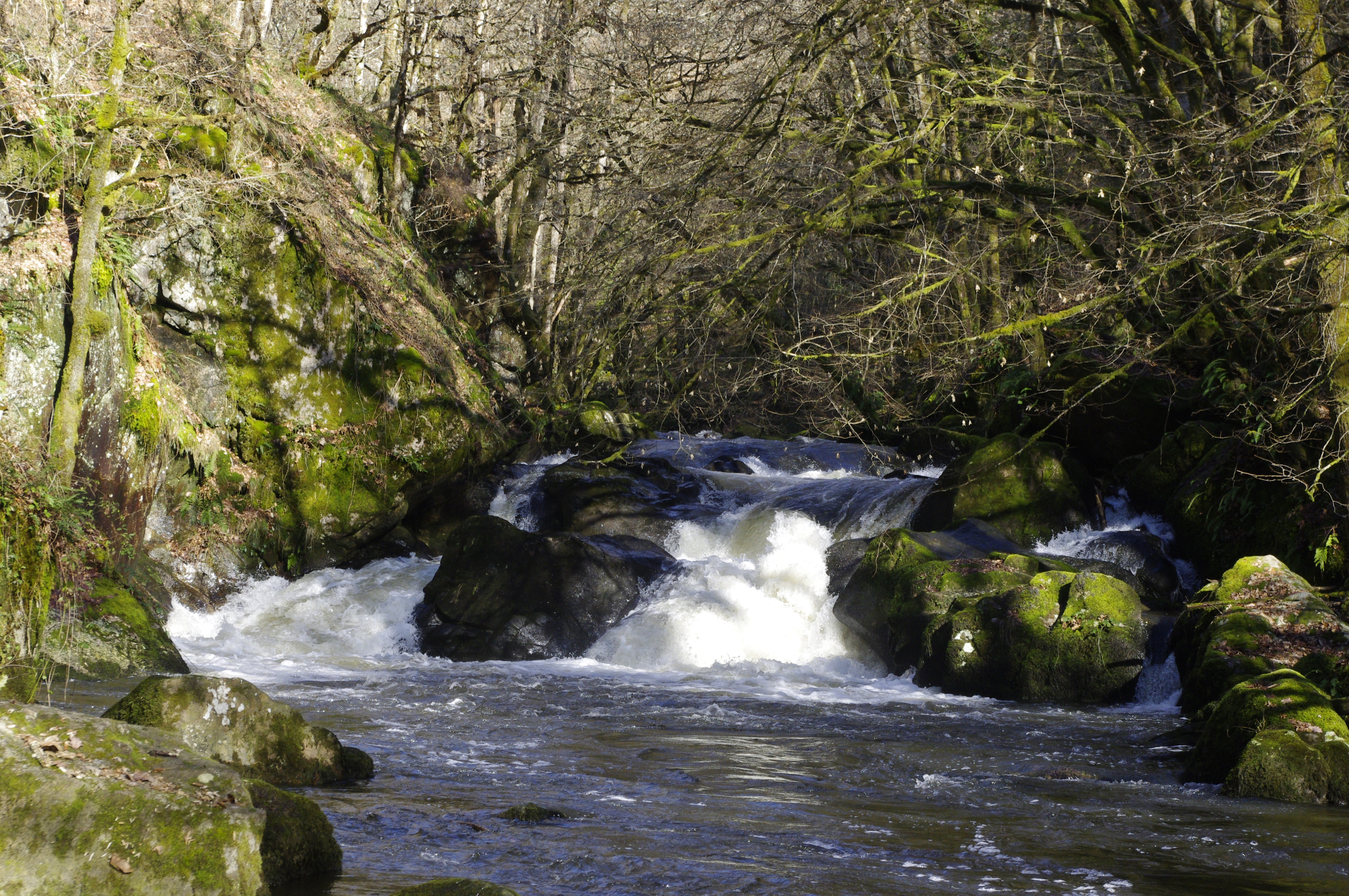
Le Saut du Chalard
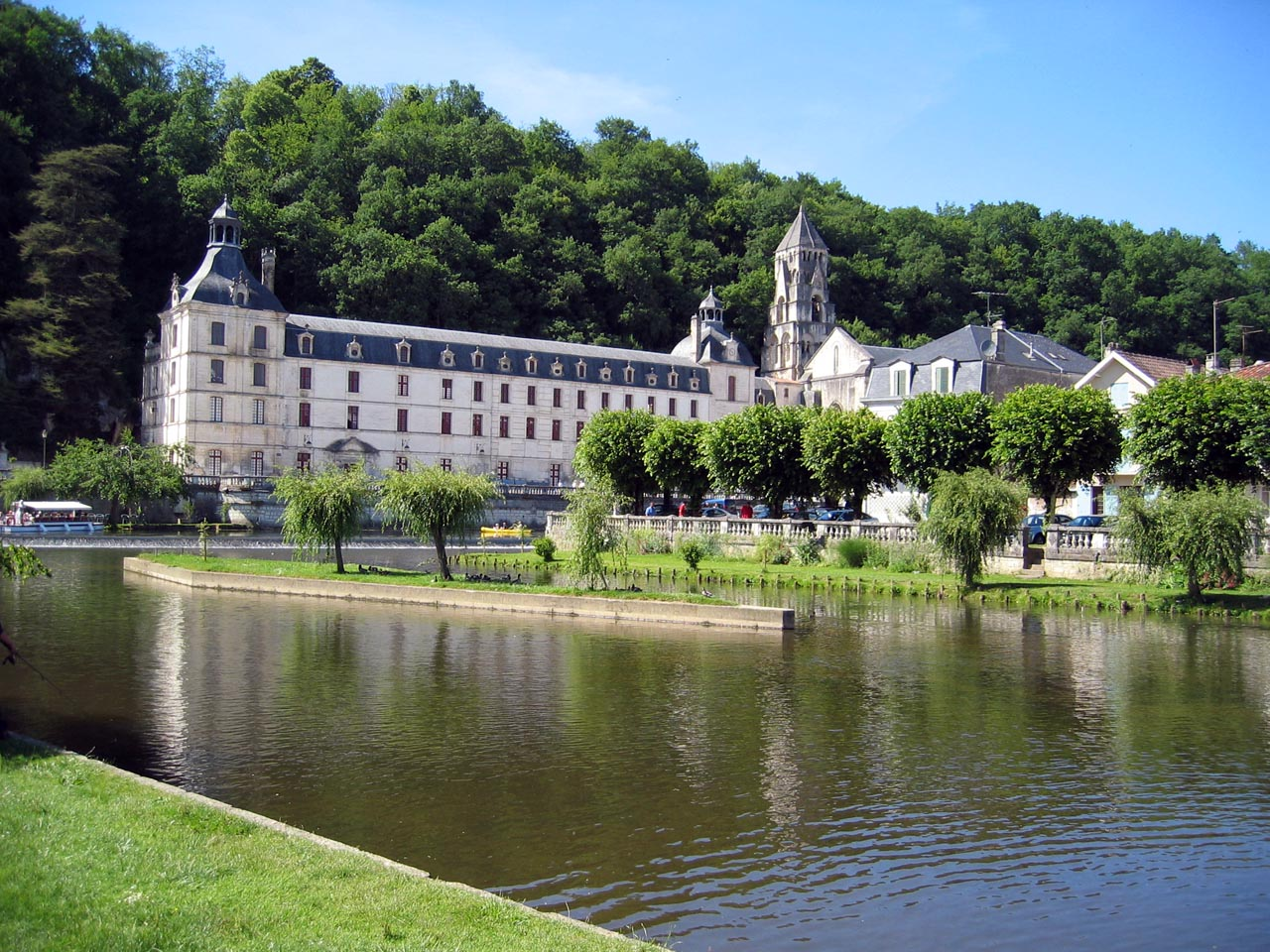
L'abbaye Saint-Pierre de Brantôme
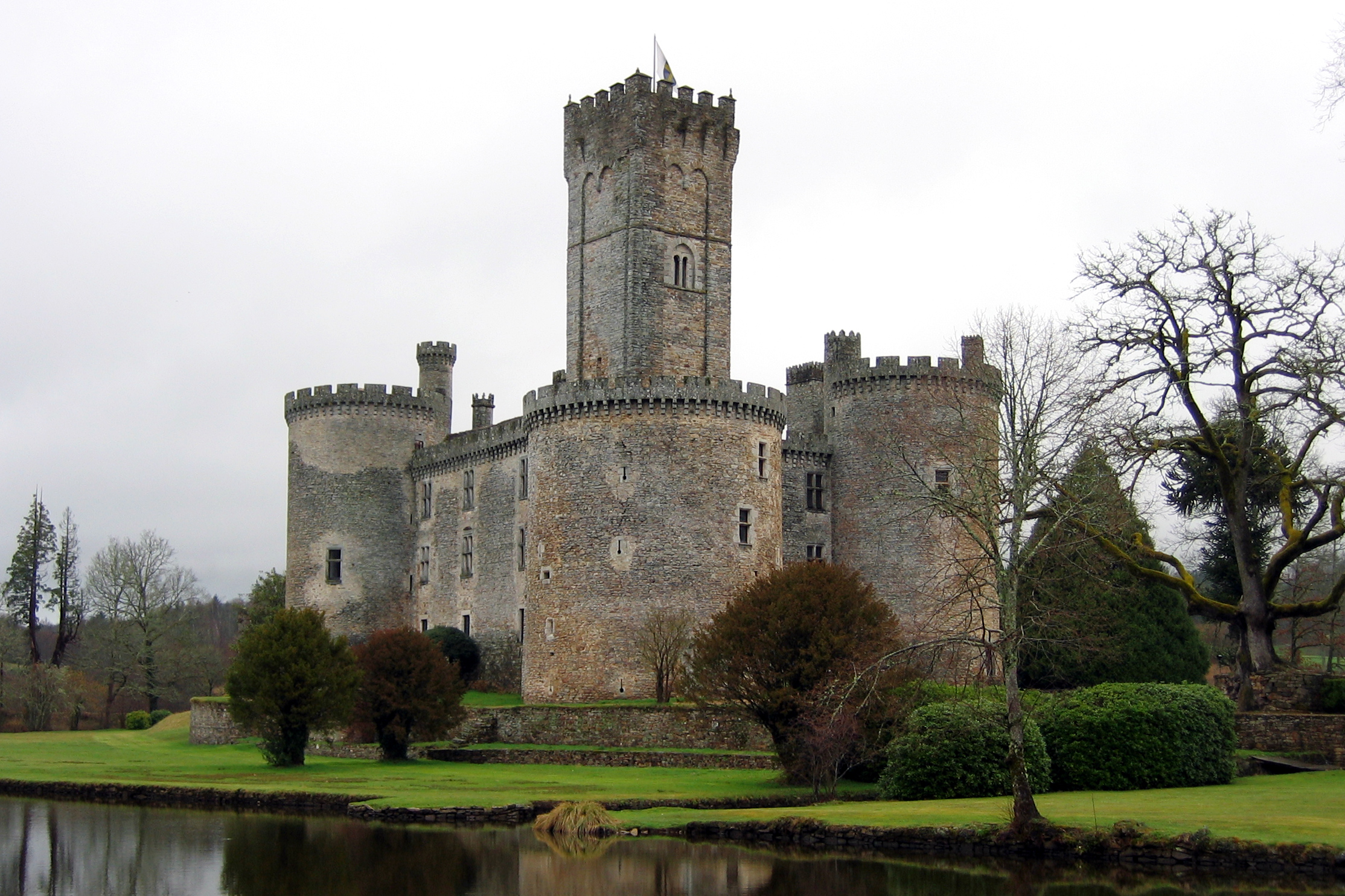
Le château de Montbrun
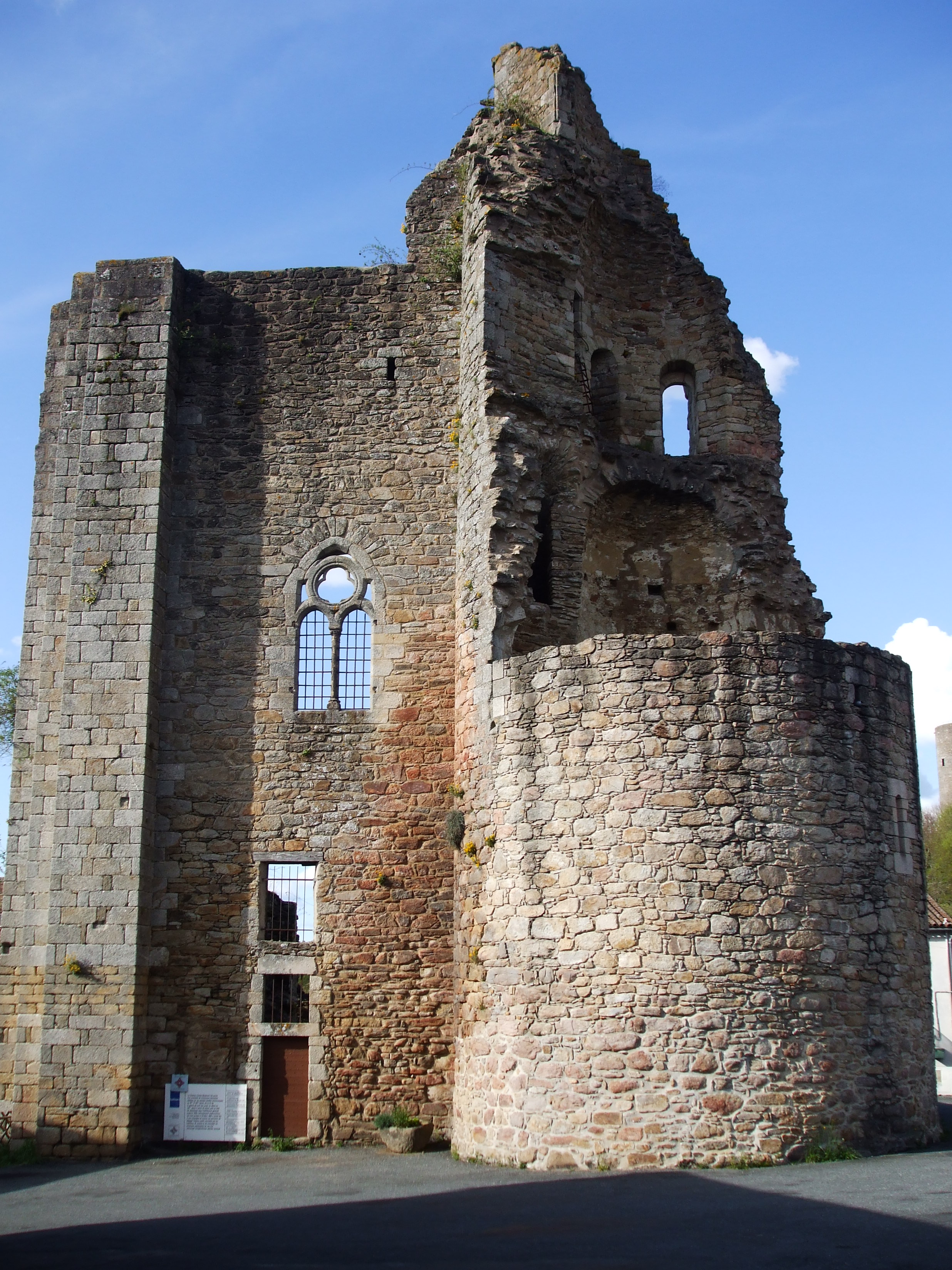
Le château de Châlus-Maulmont

### Infrastructures
- la voie verte des Hauts de Tardoire
- Vélorail de Bussière-Galant à Châlus